# El rapto de Europa (Serov)
El rapto de Europa (en ruso: Похищение Европы, romanizado: Pohischenie Evropy) es una pintura de Valentín Serov, pintada en 1910, un año antes de su muerte. Existen varias versiones del mismo, la más famosa de las cuales es la que se encuentra en la en Galería Tretiakov en Moscú.

## Historia

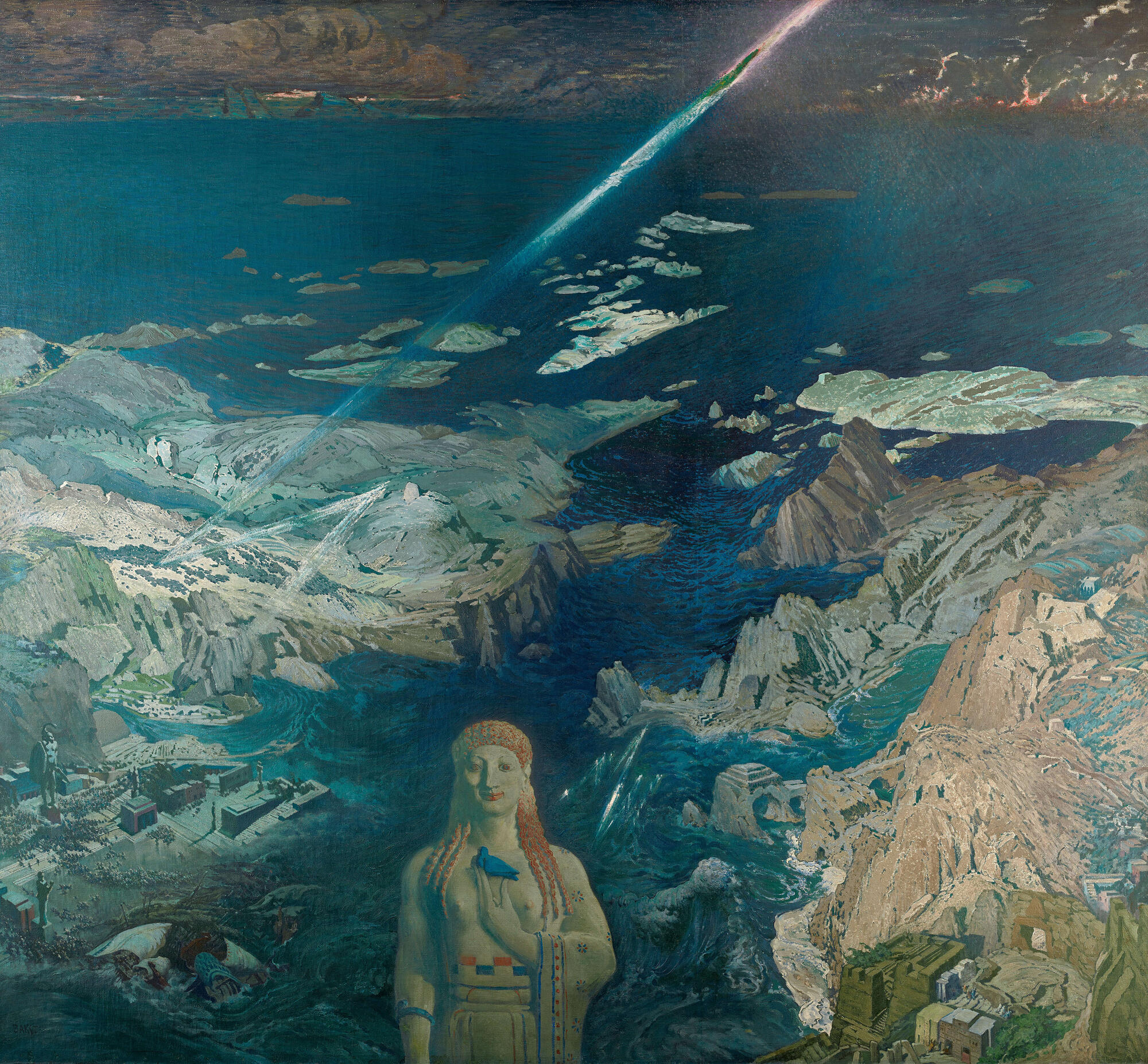
Léon Bakst, Terror antiquus, 1908

La idea de realizar un lienzo sobre el Rapto de Europa surgió en la mente de Valentín Serov tras realizar un viaje a Grecia con su amigo Léon Bakst en mayo de 1907. Visitando Creta, descubrieron los restos arqueológicos del palacio de Cnosos, sus frescos y los monumentos de la cultura cretense, la civilización minoica recientemente vuelta a la luz. Se supone que este viaje les fue ofrecido para trabajar en pinturas para el Museo de Bellas Artes de Moscú. El cuadro «Terror Antiquus», de 1908, hace referencia a este planteamiento.
En cambio, el cuadro de Serov recuerda más a los paneles decorativos monumentales que a la pintura de caballete. El cuadro de Bakst, Terror Antiquus, es completamente diferente. La obra representa una civilización antigua en el momento de su desaparición. Es un panel decorativo en el que la vertiginosa perspectiva crea un efecto surrealista.

## Tema
El tema del cuadro elegido por Serov, tomado de la antigua mitología griega, es uno de los más populares de la historia del arte relacionado con la Antigüedad. Zeus se enamora de Europa, hija del rey fenicio Agénor. La princesa está jugando con sus amigas en la playa cuando el dios aparece bajo la apariencia de un hermoso toro. Las muchachas juegan con el toro y adornan sus cuernos con guirnaldas de flores. Cuando Europa decide sentarse a lomos del toro, éste salta al mar y se lleva a la princesa a la isla de Creta. Allí se convierte en su esposa y le da tres hijos, los tres convertidos en héroes.

## Descripción

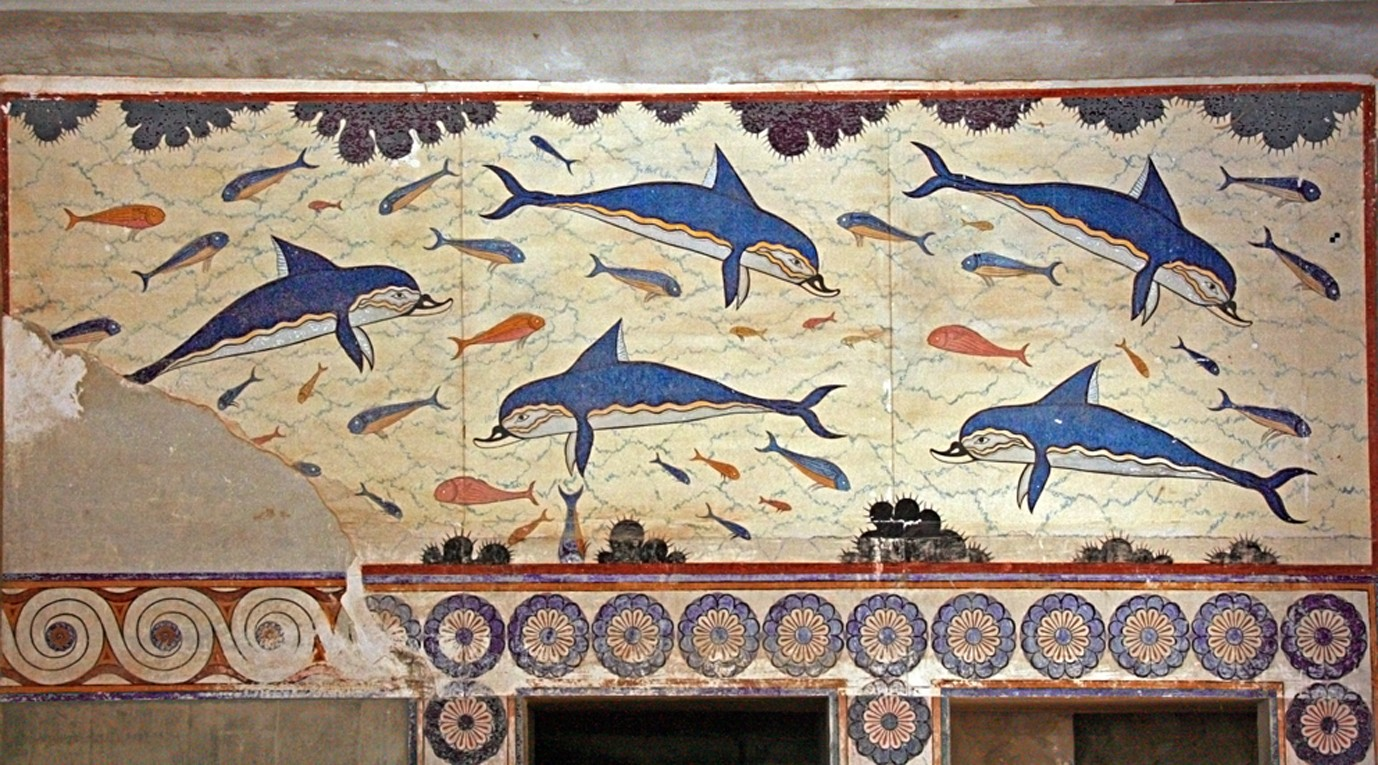
Los Delfines del Palacio de Cnosos

Utilizando la técnica propia del modernismo, Serov creó una pintura original, alejada de los cánones académicos, cuya temática presenta héroes antiguos que dan una impresión de intemporalidad. Europa y Zeus, de hecho, están representados en un estilo arcaico: la mujer recuerda a las kore del periodo arcaico, mientras que el toro se parece al del famoso fresco de la Taurocatapsia del palacio minoico. Los delfines también recuerdan a los del palacio cnosiano. Rápidamente decidió su técnica compositiva. Fijó la línea del horizonte muy alta y dispuso el movimiento en diagonal respecto a ella.
Durante los años 1909 — 1910, Serov prosiguió sus investigaciones sobre este género monumental cuyos elementos están interconectados a gran escala. Transformó y alargó las siluetas de los delfines y del toro para acentuar el movimiento dinámico del cuadro en su conjunto. Esto confiere a sus temas una elasticidad y un dinamismo asombrosos. El cielo y el mar están como surcados por una marea creciente. El mar está agitado por olas crecientes. Los delfines subrayan con su ligereza la fuerza dinámica del toro Zeus que avanza por el agua.
Para los colores, Serov utilizó la gama que le gustaba en ese momento de su vida, por lo que la disposición es original. En efecto, para el toro, no lo pintó de pelaje blanco, sino rojo, cuando en la mitología Zeus adoptaba la forma de un toro blanco. Esta mancha roja sobre un fondo marino azul y púrpura es inesperada y expresiva. Aunque las ideas innovadoras que surgieron del cuadro no pudieron expresarse más, debido a la muerte de Serov en 1911, un año después de terminar la obra, los críticos coinciden en que en «El rapto de Europa» Serov no sólo había encontrado un nuevo modo de expresión propio, sino también nuevas perspectivas de expresión pictórica en el arte.

## Versiones

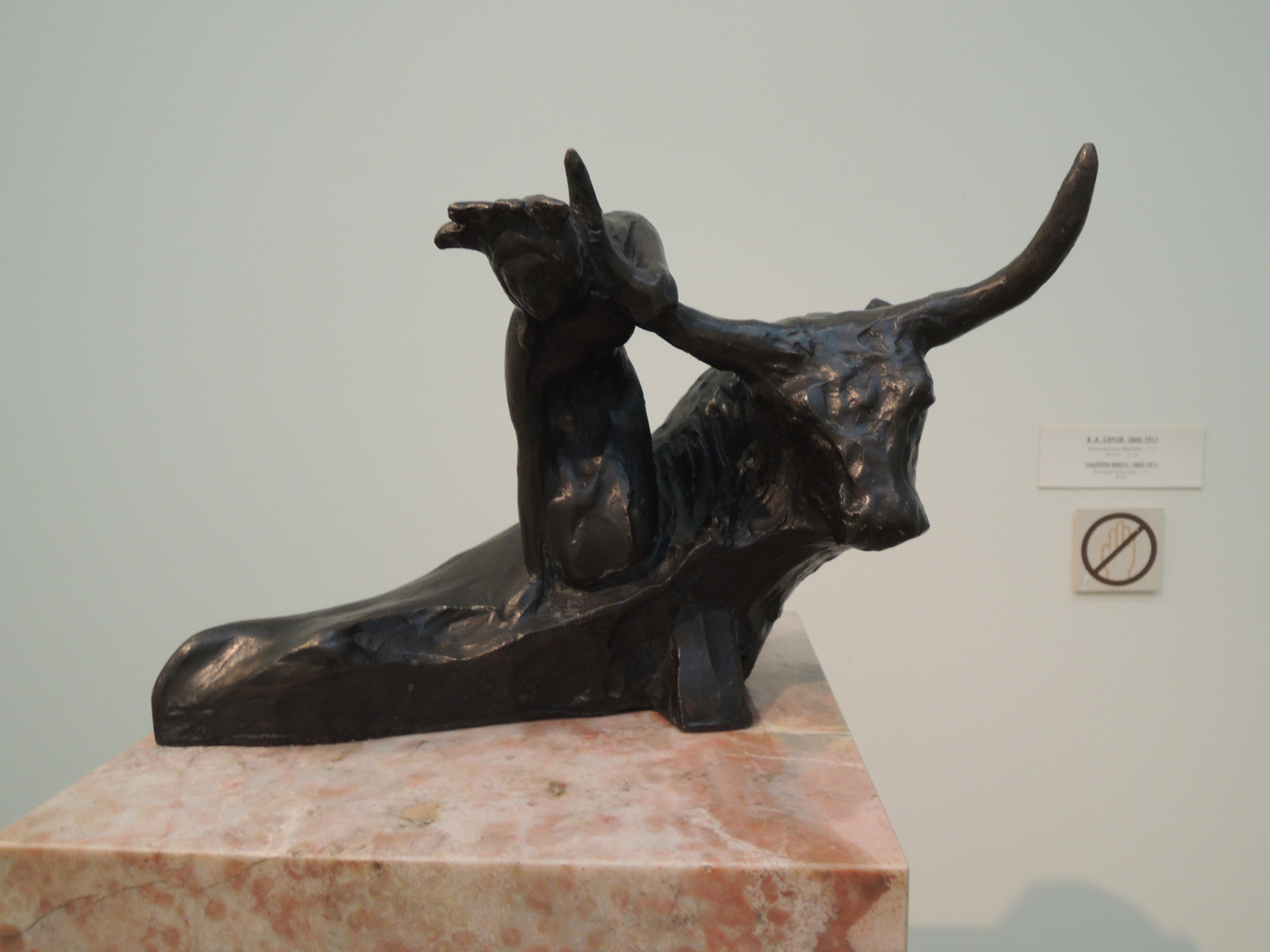
La versión escultórica en bronce, conservada en el Museo Ruso, San Petersburgo

Según la mayoría de los críticos, Serov creó seis versiones de esta obra. Además de la variante más conocida de la Galería Tretiakov, se conservan dos bocetos de tamaño similar, uno en la misma galería. y el otro en el Museo Ruso (40 × 52 cm, témpera y gouache sobre cartón) en San Petersburgo.
También en el museo ruso hay una pequeña versión escultórica de la composición. La mayoría de las versiones de la obra fueron conservadas hasta 1996 por los herederos del artista. Desde 1996, tras un acuerdo con la Galería Tretiakov, los herederos permitieron que las obras se exhibieran en una galería. En 1999, los herederos vendieron una versión a un coleccionista privado llamado Viacheslav Kantor.

## Galería de imágenes

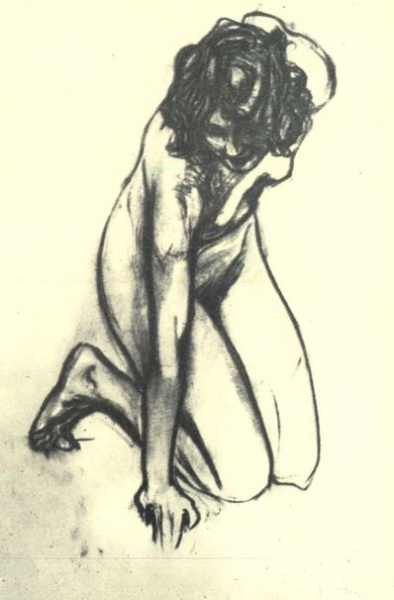
Un estudio para la figura de Europa
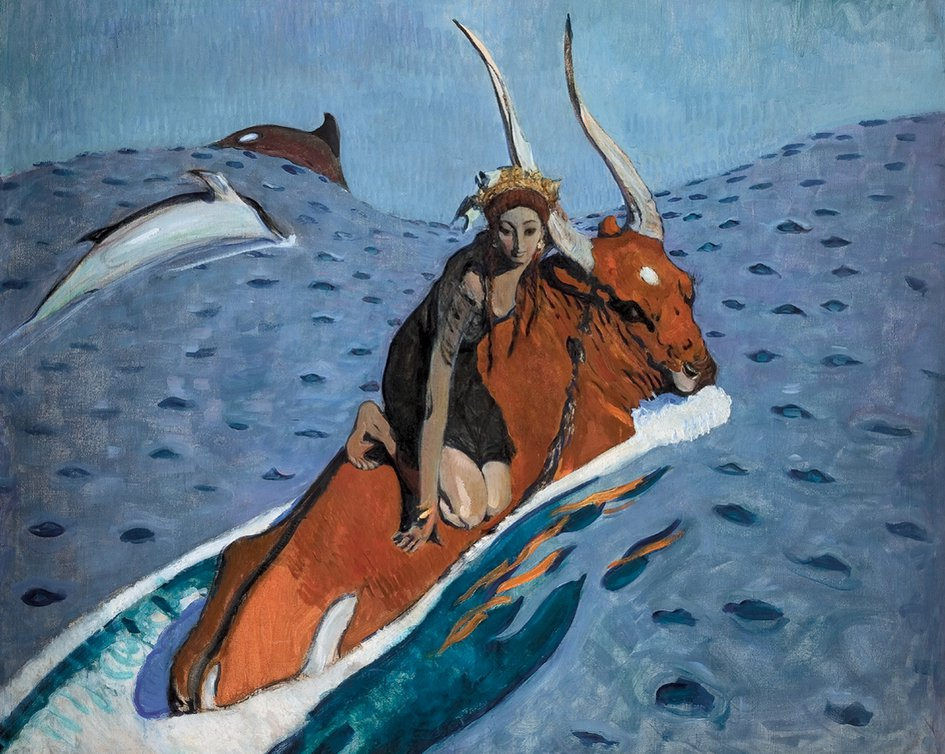
La versión museo de la vanguardia, una colección privada
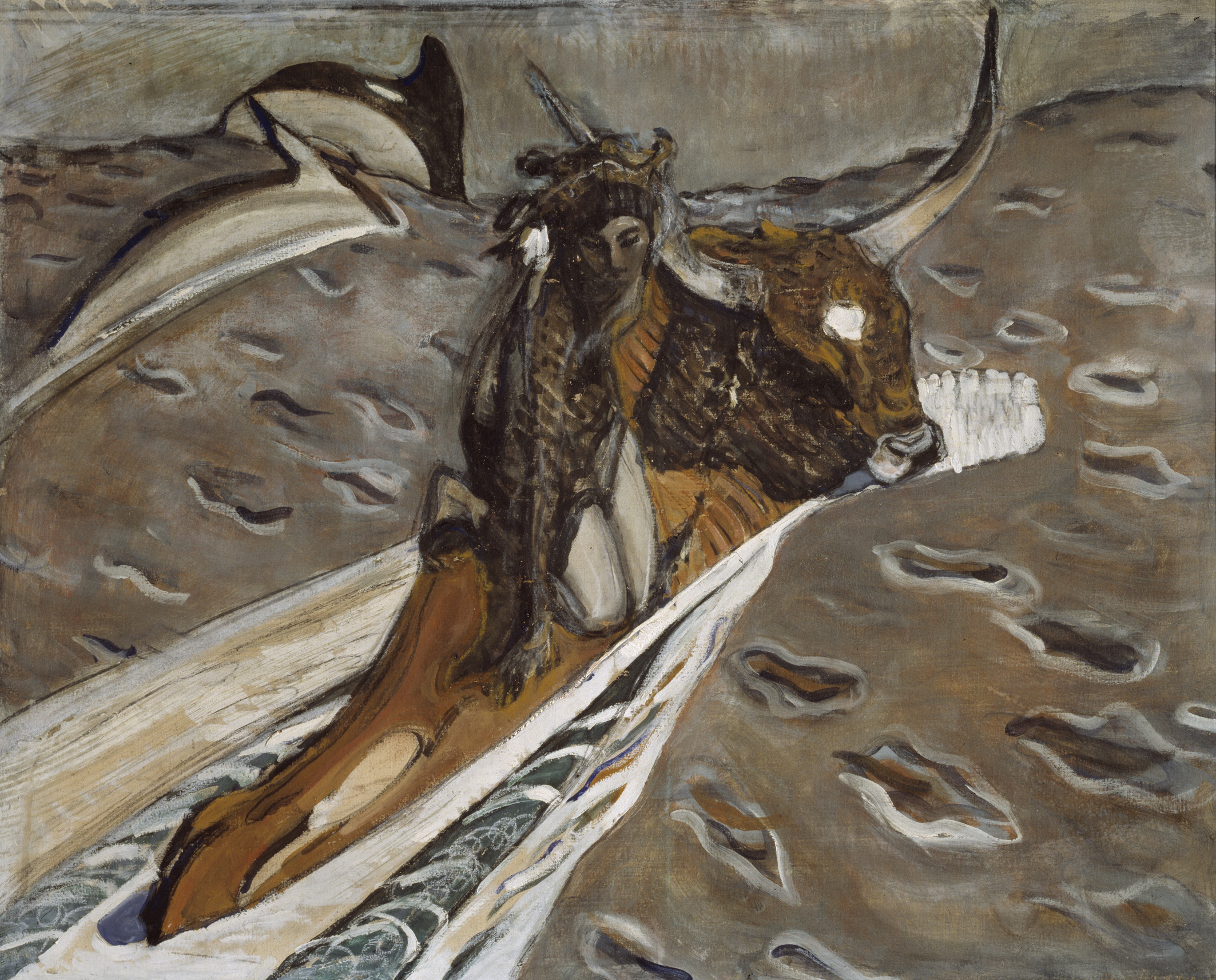
El boceto conservado en la Galería Tretiakov